# Proteuxoa ochrias
Proteuxoa ochrias là một loài bướm đêm thuộc họ Noctuidae. Nó được tìm thấy ở Victoria.